# ジェイムズ・ロングエーカー
ジェイムズ・バートン・ロングエーカー（英: James Barton Longacre、1794年8月11日 - 1869年1月1日）は、アメリカ合衆国の肖像画家、彫刻師であり、1844年からその死の時までアメリカ合衆国造幣局の第4代彫師主任だった。1859年に流通し始めたインディアンの顔・1セント貨をデザインしたことで良く知られており、他にも19世紀半ばに流通した盾文様ニッケル・5セント貨や、飛ぶ鷲文様・1セント貨などのデザインを担当した。
ロングエーカーは1794年にペンシルベニア州デラウェア郡で生まれた。12歳の時にフィラデルフィアに出て行き、本屋の徒弟になった。その芸術的才能が開花し、版画の会社で徒弟から解放された。1819年には自分の会社を設立し、人気のある伝記本にイラストを提供することでその名を挙げた。当時の指導者の肖像画を描いた。サウスカロライナ州選出アメリカ合衆国上院議員ジョン・カルフーンなど指導者からの支持を得て、1844年にクリスチャン・ゴブレヒトが死去した後に、アメリカ合衆国造幣局彫師主任の指名を得ることになった。
彫師主任としての初期には、フィラデルフィア造幣所は支配人のロバート・M・パターソンと貨幣鋳造主任フランクリン・ピールが支配していた。連邦議会が新しい1ドル金貨とダブルイーグル金貨の発行を命じ、どちらもロングエーカーがデザインした後で、ロングエーカーとこの二人の諍いが発展した。ピールとパターソンはロングエーカーを解雇する寸前までいったが、ロングエーカーは財務長官のウィリアム・メレディスを説得してその地位に留まることができた。パターソンもピールも1850年代初期に造幣局を去り、抗争が終わった。
1856年、ロングエーカーは飛ぶ鷲文様・1セント貨をデザインした。このデザインでは鋳造が難しいことが分かると、ロングエーカーは代案を用意しなければならなかった。それがインディアンの顔・1セント貨であり、1859年に流通を始めた。ロングエーカーがデザインしたその他の貨幣としては、銀ニッケル・3セント貨、盾文様ニッケル・5セント貨、同じく盾文様・2セント貨があった。1866年から1867年、ロングエーカーはチリの貨幣をデザインし直した。ロングエーカーは1869年の元日に急死した。その後任はウィリアム・バーバーとなった。ロングエーカーの貨幣は概して今日の評価が良いが、芸術的な進歩が無いと批判されてきた。

## 初期の経歴; 民間企業における経歴

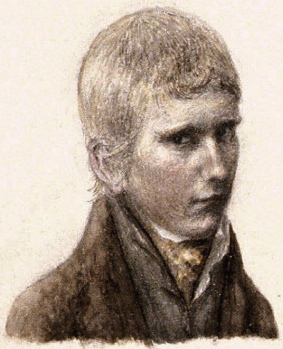
ジェイムズ・バートン・ロングエーカー、12歳のときの自画像

ジェイムズ・バートン・ロングエーカーは1794年8月11日に、ペンシルベニア州デラウェア郡の農園で生まれた。母のサラ（旧姓バートン）はロングエーカーが幼い時に死んだ。父のピーター・ロングエーカーは、スウェーデンから北アメリカに渡って来た初期移民の子孫だった。父が再婚したとき、ロングエーカーは生家での生活が耐えられないものに感じ、12歳で家を離れて、近くのフィラデルフィア市で職を求めた。書店で徒弟に入った。その店主ジョン・E・ワトソンは少年のロングエーカーを自分の家族と共に住まわせた。その後の数年間、ロングエーカーは書店で働いていたが、ワトソンはこの少年が肖像画の技法に優れていると認識した。ワトソンは1813年にロングエーカーを徒弟から解放して、芸術的才能を伸ばせるようにしたが、この二人は密接な関係を続け、ワトソンがロングエーカーの作品を売ることも多かった。
ロングエーカーはエングレービング版画の会社マレー・ドレーパー・フェアマン&Co.（フィラデルフィア市サンソム通り47）の社長ジョージ・マレーの徒弟となった。この事業はフィラデルフィア造幣所初代彫師主任だったロバート・スコットが設立した会社から派生したものだった。ロングエーカーは1819年までマレーの会社に留まっていた。そこでの主要な仕事は、ジョージ・ワシントン、トーマス・ジェファーソン、ジョン・ハンコックの肖像画を描いたことであり、出版者のジョン・ビニスによってアメリカ独立宣言の複製に使われた。ビニスはその作品に9,000ドルを払うことになった（2014年換算で138,659ドル）。 1816年からマレーの会社に雇われていた者に、ロングエーカーの前任の彫師主任となるクリスチャン・ゴブレヒトがいた。この会社でのロングエーカーの作品は、他の芸術家の絵画を版画に模造する彫師としての評判を高め、1819年には、フィラデルフィア市パイン通り230に自分の会社を設立した。
ロングエーカーの最初の重要な注文は1820年にS・F・ブラッドフォードの「百科事典」のための版画だった。ロングエーカーが制作したアンドリュー・ジャクソン将軍の版画はトマス・サリーが描いた肖像画を元にしており、幅広く売れた。続いてジョセフ・サンダーソンとジョン・サンダーソンの『アメリカ独立宣言署名者の伝記』のために挿絵の版画を制作することで合意し、1820年から1827年に9巻本で出版された。この事業は書き方の批判を受けたものの、販売は順調であり、プロジェクトは完成した。貨幣学の著作家リチャード・スノーは、この本がロングエーカーのイラストの質という力で売れたと主張していた。ロングエーカーは1826年の『アメリカの劇場』で引き受けた挿絵のために一連の役者の研究も完成させた。

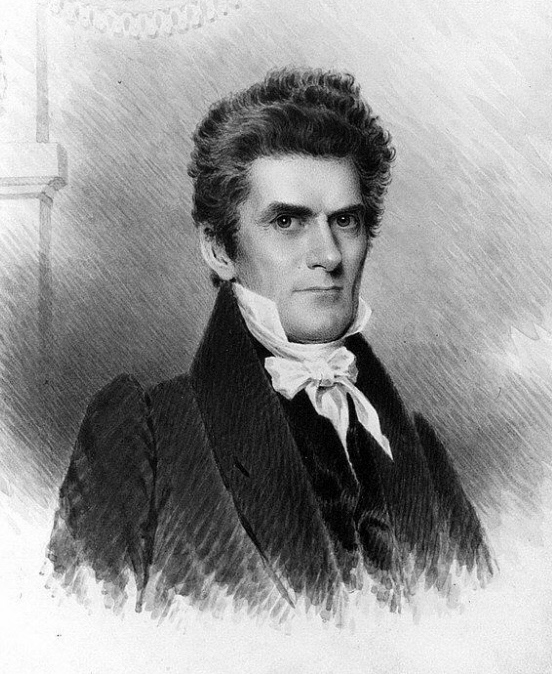
サウスカロライナ州選出アメリカ合衆国上院議員ジョン・カルフーン、1834年にロングエーカーが作成

サンダーソンのシリーズから学んだ教訓をもとに、ロングエーカーは独自の伝記集を主題に応じた版画でイラストを入れて作成する提案を行った。このプロジェクトに取り掛かることにして、自分の金1,000ドル（2014年換算で23,623ドル）を投資して準備しているときに、ニューヨーク市のジェイムズ・ヘリングが似たようなシリーズを計画していることを知った。1831年10月、ロングエーカーがヘリングに手紙を書き、二人は『アメリカの肖像画ギャラリー』を共同で製作することに合意した（後に『傑出したアメリカ人の全国肖像画ギャラリー』と呼ばれた）。これは1834年から1839年に4巻本で出版された。ヘリングは画家だったが、イラスト作品の多くはロングエーカーが制作した。このためにロングエーカーは国内を広く旅して回り、実物からスケッチを作成した。このときは大統領になっていたジャクソンのスケッチも再度作成し、元大統領のジェームズ・マディソンのイラストも、どちらも1833年7月に作成した。ロングエーカーは当時の政治指導者の多くに会っており、彼らはロングエーカーのイラストに感銘を受けていた。そのような指導者の中に元副大統領でサウスカロライナ州選出アメリカ合衆国上院議員のジョン・カルフーンがいた。1832年7月、「ナイルズ・レジスター」がロングエーカーの版画を、「アメリカの芸術の進歩における素晴らしい標本の1つ」と表現した。
ロングエーカーは1827年にエリザ・スタイルズと結婚した。娘のサラが生まれた1828年から1840年の間に、3人の息子と2人の娘が生まれた。『ギャラリー』の売り上げは1837年恐慌のために落ち込んだ。ロングエーカーは破産の宣言を強いられ、南部から中西部を回って町から町にその本を売り歩いた。妻と長女が自宅で発送と経理を受け持った。1837年後半、フィラデルフィアに戻り、共同経営者とともに紙幣の製版会社トッパン・ドレイパー・ロングエーカー&Co.を開くことができた。州認定銀行が発行する紙幣のための版制作は需要が大きく、会社は繁盛し、フィラデルフィア市ウォルナット通り60に事務所を構え、支店をニューヨーク市ウォール街1にも出した。スノーに拠れば、ロングエーカーは国内でも最良の彫師だと知られていた。

### ロングエーカーの版画 1819年–1844年

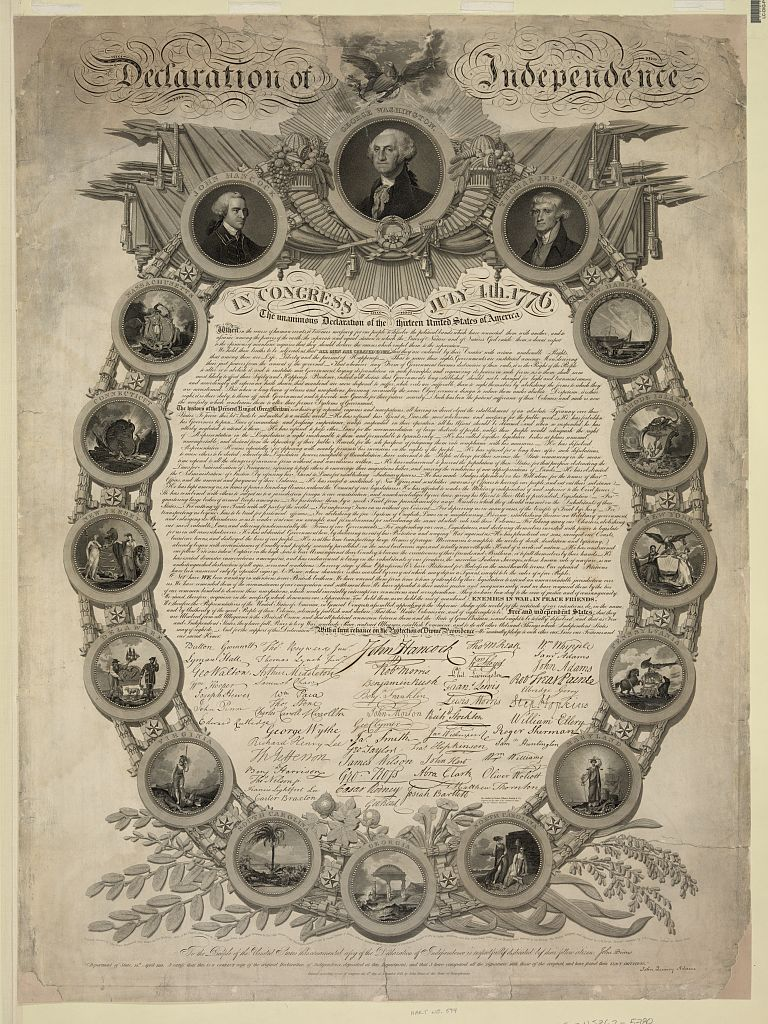
ジョン・ビンスが制作した『アメリカ独立宣言』、肖像画はロングエーカー、1819年
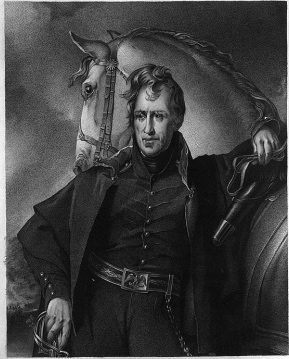
アンドリュー・ジャクソン、1820年（トマス・サリーの肖像画をもとに複製）
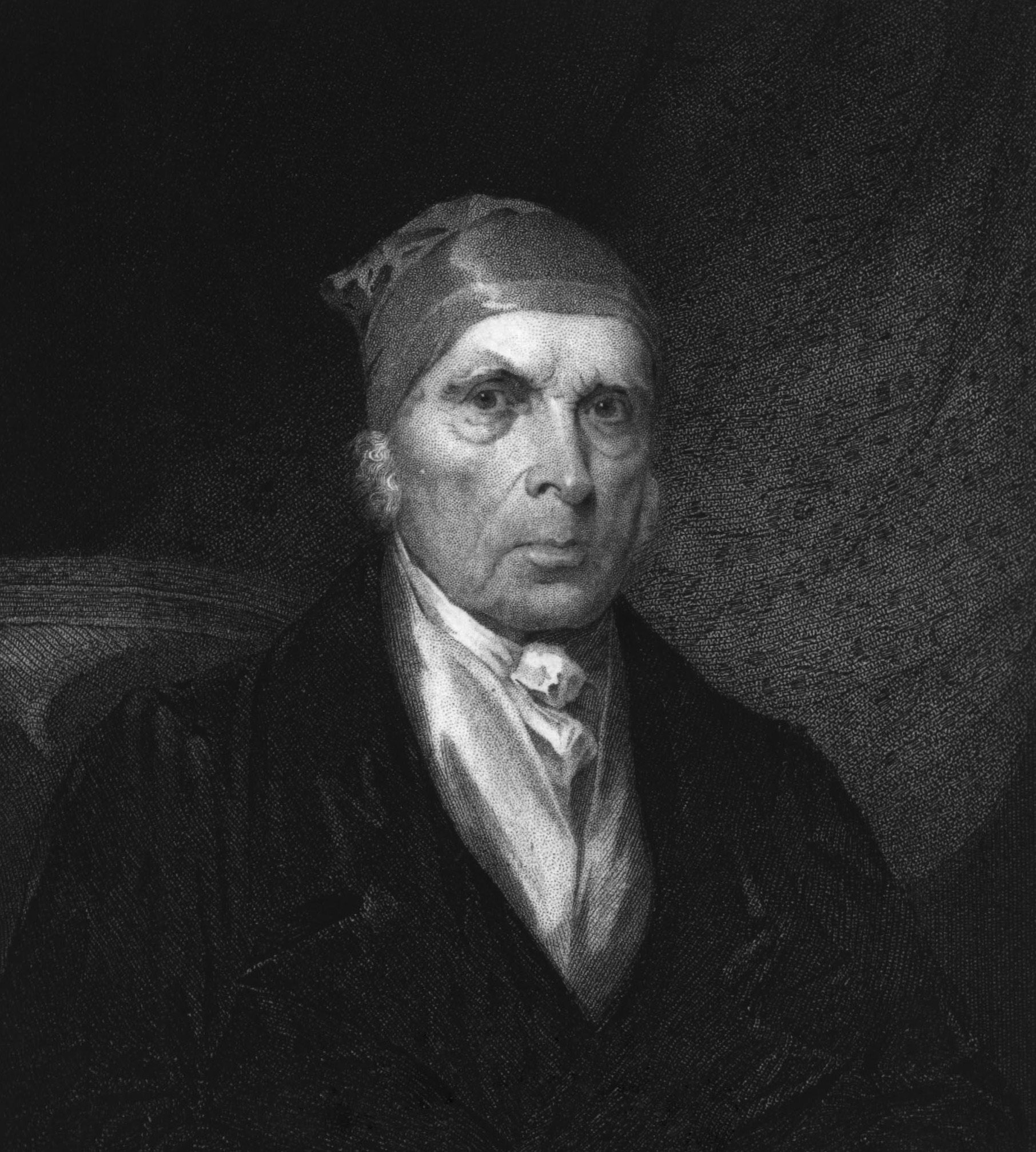
ジェームズ・マディソン、82歳、1833年
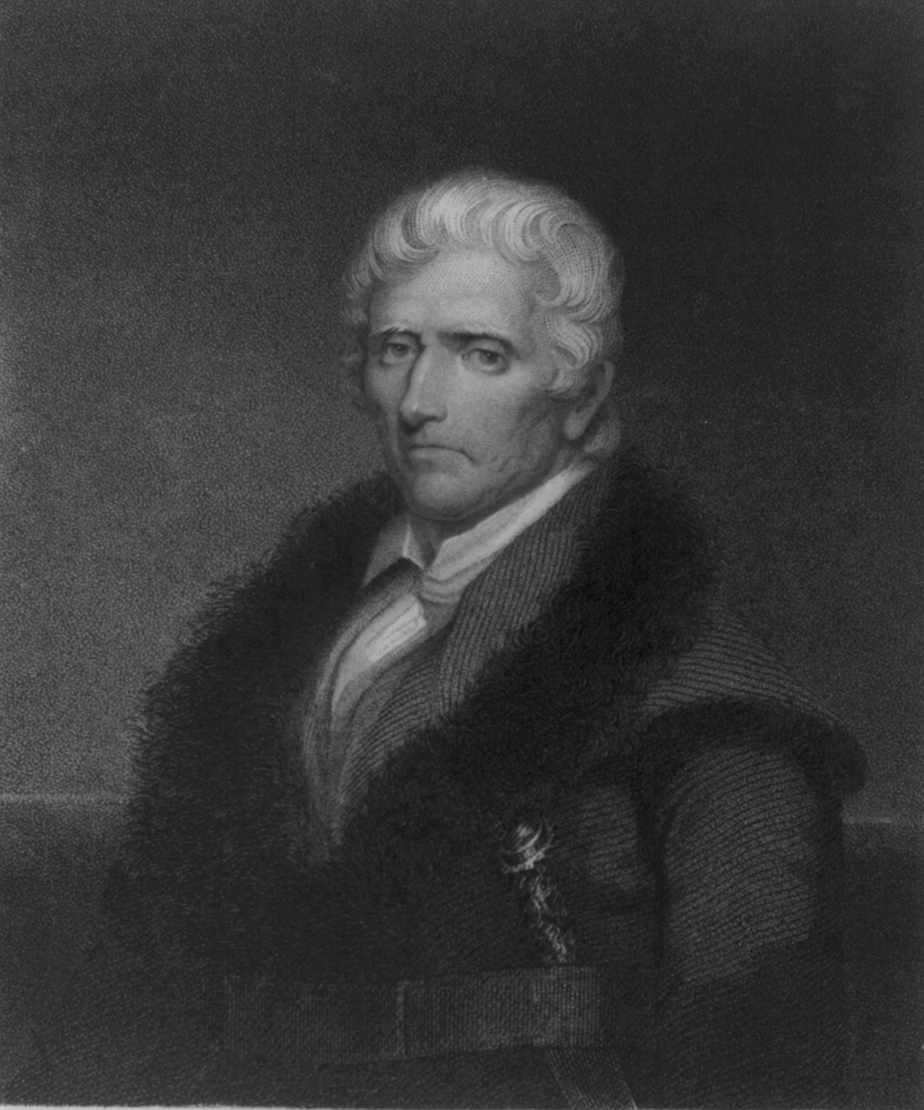
ダニエル・ブーン、1835年 (チェスター・ハーディングの肖像画から複製）

## 彫師主任（1844年–1869年）

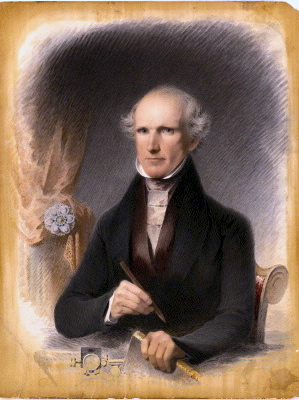
ロングエーカーの自画像、板に水彩画

### 指名
1844年7月、ゴブレヒトの死により、アメリカ合衆国造幣局に彫師主任がいなくなった。その後任への指名を期待した者達の中には、フィラデルフィアの紙幣製版者チャールズ・ウェルシュと、元大統領ジョン・クインシー・アダムズのメダルを造幣局が造ったときの型製作者アレン・レナードがいた。しかし、上院議員ジョン・カルフーンの影響力を通じて、ロングエーカーがその指名を獲得した。貨幣歴史家のドン・タクセイに拠れば、ロングエーカーは、ジョン・タイラー大統領からの指名を求めるときに造幣局支配人ロバート・M・パターソンの支持を得ようとしなかった。「しかしパターソンがその軽視に不満だったならば、レナードの執拗さに悩まされたことであろう」とタクセイは記している。
ロングエーカーは、1844年9月16日にタイラー大統領から任命を受けた。それは休会任命であり、彫師主任の職はアメリカ合衆国上院の確認を必要としたが、その時点では休会中だった。タイラーは1844年12月17日にロングエーカーの指名を上院に告知し、1845年1月7日、上院がそれを確認したが、反対意見があったかは記録されていない。貨幣学者のデイビッド・ランゲに拠れば、彫師は銀板写真法の出現によって仕事が減っていたので、ロングエーカーはその地位を得られたことを喜んだとしている。
貨幣の取引業者で著作家でもあるQ・デイビッド・ボワーズに拠れば、ロングエーカーは彫師主任に任命されたとき、「1839年以来貨幣鋳造主任を務めるフランクリン・ピールが支配する造幣局で、陰謀、政治、内輪もめのあるスズメバチの巣に入ったことがわかった」としている。ピールは、造幣局の職員を自分の住まいに派遣して働かせ、貨幣鋳造主任としての公式任務は前任者のアダム・エックフェルトが退職後も無給で遂行し続けたので、政府の資源を使って民間のメダル用型を制作するという儲かる事業を進めていた。ピールは型や材料へのアクセスを支配しており、支配人のパターソンには近かった。この二人は後に金塊保管分から一部を抜いていたことが分かった。造幣局の他の役人はパターソンの仲間であり、ロングエーカーは彼らの中で孤独である自分を見出した。貨幣収集家のウォルター・ブリーンは、そのアメリカ合衆国の貨幣に関する包括的な著作の中で、ロングエーカーはカルフーンが後ろ盾になった彫師なので、南部人としてカルフーンを嫌いなパターソンがロングエーカーを不快に思っていたことを示唆している。

### パターソンとピールの時代（1844年–1853年）
ロングエーカーの彫師主任としての初期数年間は、貨幣の新しいデザインが求められることは無かった。ゴブレヒトは1835年から1842年の間に、各額面の貨幣を再度デザインし直しており、ロングエーカーは印刷用版の制作者としては必要でなかった貨幣制作に必要な技術を学ぶための時間を持てた。これらの技術には、貨幣のデザイン、デザイン要素のための抜型制作、および金型の制作があった。民間会社にいたときのロングエーカーの仕事は、印刷に使われる銅板に線画を彫りいれることだった。1845年8月、パターソンは財務長官のロバート・ウォーカーに手紙を書き、ロングエーカーは「素晴らしい性格の紳士であり、この社会では高く評価されている。銅の彫師として名声を幾らか得ているが、彼は金型の制作者ではない。実際に、彼が型を作ろうと試みたのか、私は知らない。」と記していた。その年の12月に、パターソンはウォーカーに宛てて、ロングエーカーは「その前任者達が示したよりも、ここでの貨幣鋳造改良のために工夫することで、より味のある判断をしている。彼の描いた絵から必要なモデルを作るために極めて有能であることも示してきた」と述べて、ロングエーカーを称賛していた。タクセイは、パターソンがロングエーカーを褒めちぎっていることは、レナードが彫師主任の職を得る試みを続けていたことの結果だとしている。
ロングエーカーの居た時代の造幣局で製作された初期貨幣には多くの失敗を見て取れるが、このような誤りを誰のせいとすべきかは明らかでない。1844年にニューオーリンズ造幣所で打たれた半ドル硬貨は日付が2つある。1846年半ドル貨幣は識別記号が6桁あるが、1つは水平に打たれている。ボワーズは、ロングエーカーがそのような作業をさせた可能性があるとしているが、1849年にロングエーカーの日々の作業は作業用型に日付を打つことだと記していた。トム・デロリーは2003年のロングエーカーに関する記事の中で、ピールとそのスタッフが彫師の部署（ロングエーカーがその長）に相談することなくパンチさせることが多かったとしており、貨幣鋳造主任の責任だった可能性が強いと考えている。
フィラデルフィア造幣所の緊張した雰囲気にも拘わらず、ロングエーカーは1849年3月まで、パターソンやピールとの摩擦を避けていた。このとき、連邦議会が1ドル金貨とダブルイーグル、すなわち20ドル金貨を新しく製作することを承認した。この時までにパターソンは、ロングエーカーがピールのメダル事業の脅威になると考えたので、ロングエーカーの解任を望むようになっており、彫師主任の技術を必要とする新貨幣に反対した。リチャード・スノーは、「飛ぶ鷲」とインディアンの顔・1セント貨に関するその著書で、「倫理的な彫師主任が彼らのサイドビジネスの脅威になった」としていた。コンタミン・ポートレート旋盤の利用について紛争が持ち上がった。この旋盤はロングエーカーが新しい貨幣を作るためにも必要であり、ピールのメダル事業にも必要だった。ロングエーカーが、ピールはこの装置を独占していると苦情を言うと、ピールはロングエーカーの貨幣制作作業を妨害することとし、ロングエーカーをその職から外させることに決めた。
1849年初期、ロングエーカーが後に書いた手紙に拠れば、造幣局のスタッフの1人がロングエーカーに接近して、別の役人（すなわちピール）が彫りの作業を造幣局の外に注文することでロングエーカーの仕事を無くそうとしいていると警告した。その彫りの外注先とはフランス人のルイ・ブーベーであり、パターソンがハーフイーグルのデザインを準備させたが、採用はされなかった。この情報に対するロングエーカーの反応は1849年3月の大半の時間を使って、金貨の型を準備することであり、ロングエーカーが後に述べているようにその健康にも災いした。パターソンには助手を雇用してくれるよう要求したが、パターソンは作業を外注することのみを進んでやっただけだった。ロングエーカーは、造幣局外で行われる作業を監督できないので、これには満足できなかった。造幣局の中で彫師助手のピーター・フィラトルー・クロスの協力を得て、金貨裏面の作業を行わせた。1849年後半にはダブルイーグルのための作業に進行しており、ピールが仕掛けた障害を次の様に表現していた。
私のために選ばれた操作の計画は、私のモデルから作られた「電気版モールド」を銅で持つことであり、鉄で鋳られたパターンで機能するものだった。この目的のためにガルバニ電池の操作は貨幣鋳造主任の部屋で行われた。ガルバニ電池の操作が失敗し、私のモデルはその操作で壊された。しかし、私は石膏で鋳型を作るという注意を払っていた…唯一の代替物としてのこの鋳型から、金属製の型を作り出したが、完全ではなかった。しかし型の彫り面にある不完全さを矯正することはできるはずだと考えた。それは負荷のある仕事だが、時間をかければ完成するし、すべて私の手でやることができた。型は鋳造部で硬化させる必要があり、不幸にも工程が分かれていた。
ロングエーカーがダブルイーグルの型を完成させたとき、それはピールによって拒否された。ピールはそのデザインがあまりに深く彫られており、貨幣に打ち込むことができない、貨幣を適切に積み上げることができないと述べた。しかし、タクセイは、1849年のダブルイーグルで残っているものにそのような問題は見られないと述べ、外観からも積み上げられるレベルにあるとしている。ピールはパターソンに苦情を言い、パターソンは財務長官のウィリアム・メレディスに1849年12月25日付けの手紙を書き、適切な型を作れないという根拠でロングエーカーの解任を要求した。パターソンはその日に彫師のチャールズ・クッシング・ライトにその地位を約束し、ロングエーカーが罷免されたときに有効になるとしていた。メレディスは、有能な後任が見つけられるかを問うた。パターソンは一人見つけられると保証した。ロングエーカーは、ピールが改良されたダブルイーグルの型の受容を遅らせているとパターソンに抗議し、パターソンは文書で回答しなかったが、ロングエーカーに会って、管理部はロングエーカーを解任することに決めており、辞表を遅滞なく提出するよう伝えた。ロングエーカーはこの事態を検討したうえで、言われた通りにはせず、その代わりに1850年2月12日にワシントンに行って、メレディスに会った。ロングエーカーはメレディスが多くの事情について嘘を言っていることが分かった。スノーに拠れば、ロングエーカーは報復を求めず、平和裏にその作業を続けることを認められただけで満足した。ダブルイーグルの製作は1850年3月に始まった。ただしパターソンは貨幣のできが悪いことに苦情を言った。このダブルイーグルはすぐに金を貯めて置くための好まれる手段となり、その後の時代では、他の貨幣を合わせたよりも多くの金がダブルイーグルに打たれた。
1850年4月1日、パターソンは再度手紙でロングエーカーの罷免を要請した。このときはザカリー・テイラー大統領がロングエーカーの解任を決めたとしていた。この試みにも拘わらず、ロングエーカーはその地位に留まっていた。1850年にはまた、ロングエーカーの妻エリザベス（通常エリザと呼んでいた）が死んだ。この造幣局の役人たちは1851年にも再度衝突した。連邦議会が3セント銀貨の製作を承認した後のことだった。ロングエーカーは片面に星、片面にローマ数字のIIIをあしらったデザインを用意し、当初はパターソンの承認を得た。しかしピールはパターソンを説得して心変わりさせ、ピールが自らデザインしたものを認めさせた。それは1836年にゴブレヒトが使った要素を写したものだった。この問題は新任財務長官トマス・コーウィンのもとに提出され、コーウィンはロングエーカーのデザインを選んだ。ロングエーカーはあらかじめ自分のイメージを説明する手紙を長官に送るという気配りをしていた。
1851年7月、パターソンが引退し、ミラード・フィルモア大統領は後任にジョージ・エッカートを指名した。ピールの前任者で退職後もその任務を続けていたアダム・エックフェルトが1852年に死に、ピールのメダル事業は逆境になった。1854年、ピールが造幣局の職員を私的な利益のために使っていたことが公にされた後、造幣局支配人ジェイムズ・ロス・スノーデンがピールを解雇した。それでもその解雇はマスコミの注意を呼び、アメリカ合衆国上院が調査し、さらにピールからは多額の賠償要求があった。ロングエーカーの敵が全て去り、造幣局での生活が改善された。

#### 初期の貨幣

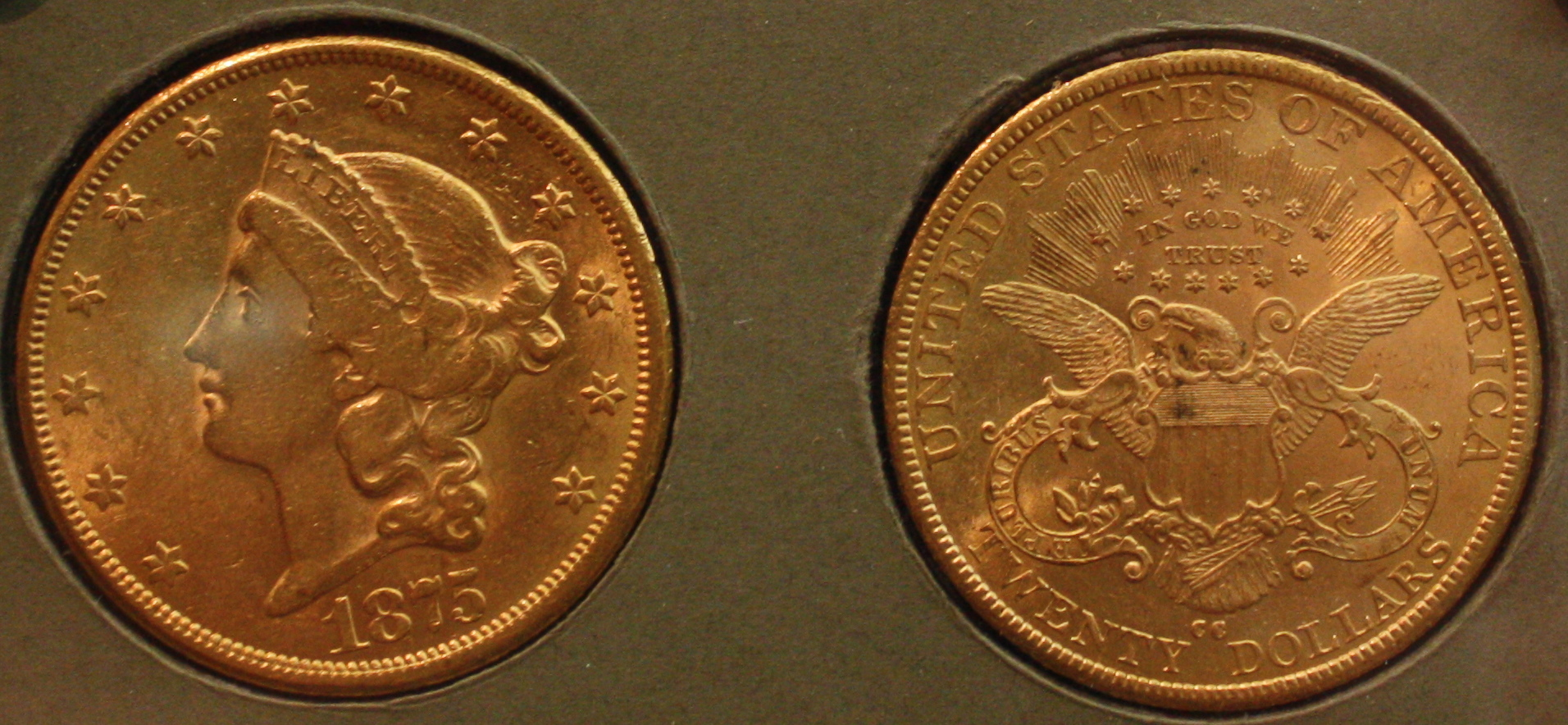
ロングエーカーのデザインしたダブルイーグル（打ち初めは1849年）

### 多作なデザイナー（1853年–1863年）
1853年、連邦議会は銀価格の高騰に直面し、5セント貨、10セント貨、25セント貨および50セント貨の銀含有量を減らした。ロングエーカーはゴブレヒトのデザインを修正して、新しい貨幣が古いものと区別がつくようなものを求められた。ロングエーカーは、25セント貨と50セント貨裏面の紋章の鷲の周りに光の条を入れることと、全ての硬貨には日付の傍に矢を入れることを提案した。1枚の重量を減らすことが求められ、造幣局は外部の芸術家を雇って作業することが認められたので、スノーデンが新しい貨幣に公的なデザインを許可した。しかし、外部からのデザインは不適切とされ、ロングエーカーの提案が採用された。光条は型の寿命を短くする傾向にあり、1年も経たない内に取りやめられた。矢の方は1855年以降に実施された。
1853年、連邦議会は3ドル硬貨の製作を承認した。ロングエーカーの文書の中に見つかった注釈では、その任務は金額的に近い2.5ドルのクオーター・イーグルとできるだけはっきりと区別が付けられるようにすることだった。ロングエーカーはインディアンの王女の顔をデザインし、それでゴブレヒトの作ったクオーター・イーグルのリバティデザインと異なるものにし、薄く広い板金とした。当時インディアンの女性がアメリカの芸術で使われることが多く、自由の絵にインディアンの王女を使うのが当時の慣習に沿っていた。ロングエーカーは支配人のスノーデンに、1854年から製作される3ドル貨は貨幣のデザインで芸術的な自由度を許された初めてのものだと伝えた。この金貨は地金を薄く広いものにするよう同年に修正された。ロングエーカーはその金貨の王女のデザインを修正した。硬貨の裏面には、小麦、トウモロコシ、タバコ、綿花のリースを作り、北部と南部の農作物を混合させた。このリースは1856年の飛ぶ鷲文様・1セント貨裏面にも使われた。さらに1860年からは10セント貨にも再利用され、1916年のバーバー・ダイムで廃止されるまで修正を加えながら生き残り、この「穀物リース」はロングエーカーのデザインとして最も長く使われたデザインとなった。
1850年代半ば、ロングエーカーは海軍省からダンカン・イングラハムに贈呈されるメダルのデザインを頼まれた。ロングエーカーが表面に使われるイメージを作り、裏面は彫師助手のクロスが担当した。ボワーズは、ロングエーカーが「その職場では厳格に倫理的」であると表現したが、財務省がロングエーカーは海軍省からその仕事に対して2,200ドルを受け取ったと知ったとき、この種の補償を禁じている連邦法に従い、金を上納するよう求めた。1867年の分析委任メダルのデザイン、さらに1860年、1861年、1868年の委任メダルの裏面に同様なリースを使ったもの以外で、イングラムのメダルは唯一政府のために造られたメダルとなった。
物価の上昇と共に、造幣局はそれまでの小さな銅貨から大きな銅貨への置き換えを求めた。1850年から代替貨幣を見出すために、多くのパターン貨幣が打たれた。デザインとフォーマットが変わった。最初は造幣局が穴あきの貨幣を検討した。1854年と1855年、多くの実験が行われ、その幾つかは大型貨幣に使われた自由（リバティ）の頭を使い、他のものはロングエーカーが1836年ゴブレヒト・ドル貨から採用した飛ぶ鷲のデザインだった。ゴブレヒトのデザインは、1830年代にフィラデルフィア造幣所を度々訪れ、機械に挟まれて死んだおとなしい鳥、ピーター・ザ・イーグルがモデルだと言われていた。剥製のピーターはその後フィラデルフィア造幣所の展示室に置かれた。
飛ぶ鷲のデザインは、1856年に政府役人その他に渡された実験パターンの大量発行に採用された。その貨幣は1857年から定期発行で使われた。裏面にはロングエーカーの穀物リースがあしらわれ、鋳造には難しさがあった。表面の鷲の頭と尾はリースの反対側に置かれ、使われた固い銅ニッケル合金に打つには特に難しいデザインポイントだった。1859年からの貨幣はインディアンの頭飾りをつけたリバティのデザインを使った。「月桂冠」と呼ばれたものであるが、実際にはオリーブであり1859年のセント貨の裏面を飾った。1860年から、裏面にはオークのリースが入り、盾がセント貨に使われた。リースを置き換えた理由は不明である。盾は、スノードンが貨幣に「より全国的な性格」を望んだので加えられた。この裏面は概してロングエーカーのデザインとされている。スノーは彫師助手のアンソニー・C・パケットが作った可能性があると推測している。
貨幣学の伝説では、ロングエーカーのインディアン顔セント貨デザインは、その娘サラの顔を元にしていると言われている。その話では、サラがある日造幣局にいて、そこに来ていた多くのインディアンの一人の頭飾りを試そうとしていたのを、父がスケッチしたとしている。しかし、サラ・ロングエーカーは1858年に30歳で既婚であり、伝説の様に12歳ではない。ロングエーカー自身が、その顔はバティカンから借りたフィラデルフィアのビーナス像を元にしたと言っていた。息子のジェイムズ・マディソン・ロングエーカーが度々姉の顔をスケッチしており、サラ・ロングエーカーの絵と、1850年代のロングエーカーの貨幣に使われたリバティの様々な表現には似ているところがある。これらの伝説は当時明らかに流通しており、1859年11月、スノードンは財務長官ハウエル・コブに宛てた手紙で、「ロングエーカーの家族の顔に基づいている」という説を否定した。リー・F・マッケンジーはロングエーカーに関する1991年の記事で、画家は誰でも多くの点で影響されうるが、その話は「基本的に嘘である」と言っていると述べている。

#### 中間期のデザイン

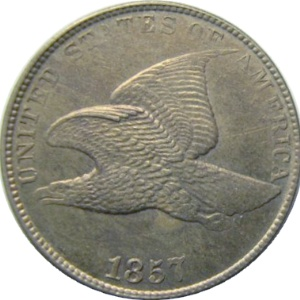
飛ぶ鷲・1セント貨（1856年–1858年）
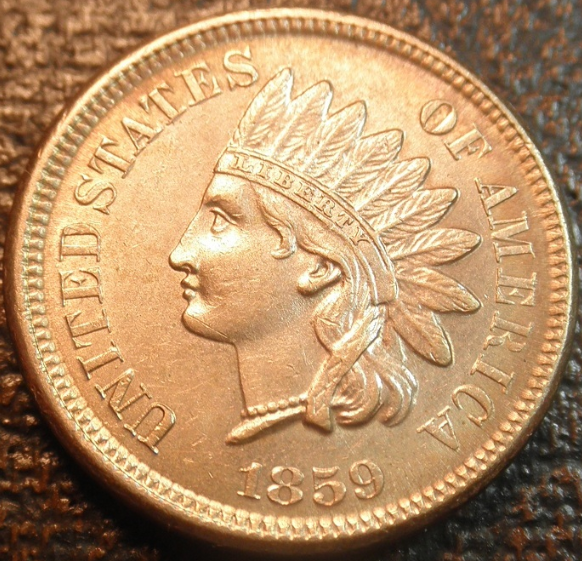
インディアンの顔・1セント貨（1859年–1909年）
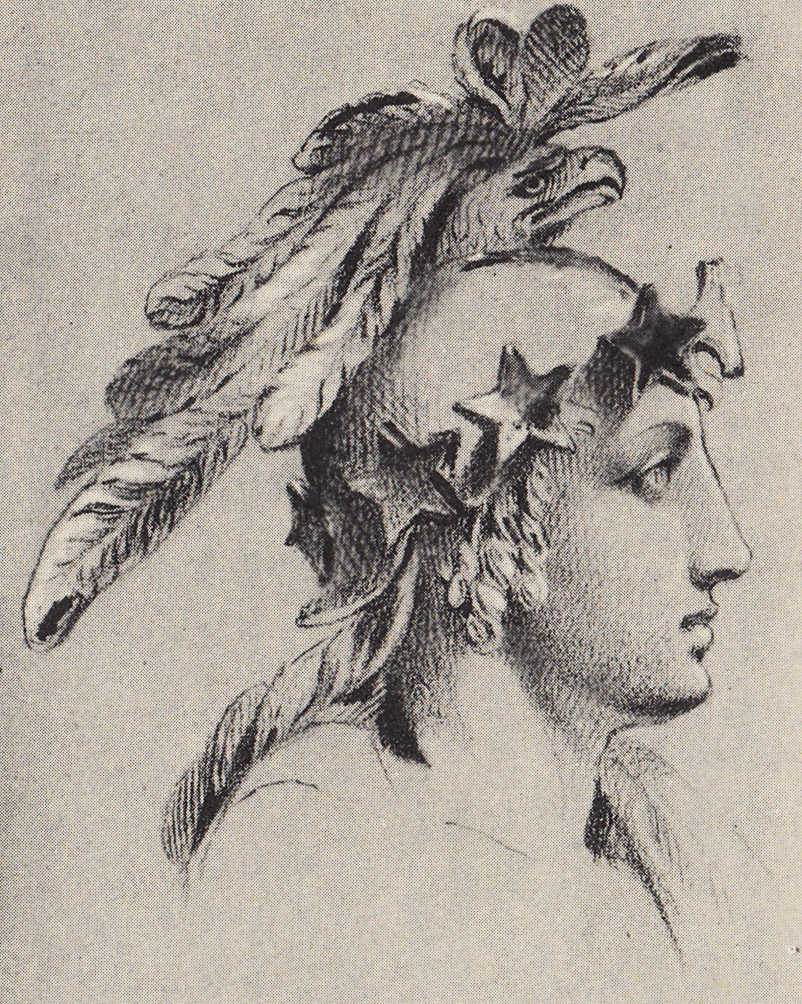
銀補助貨幣のスケッチ、1859年（採用されなかった）
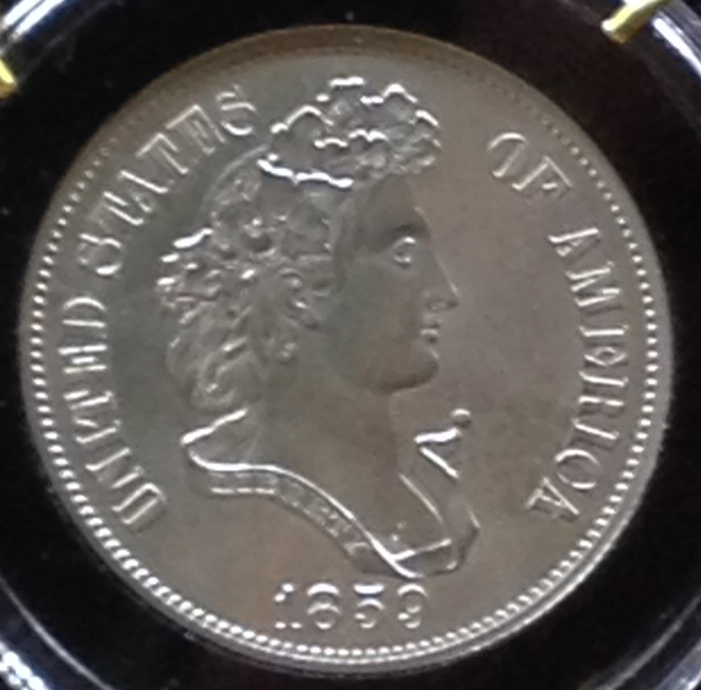
1859年の半ドル・パターン貨幣（採用されなかった）

### 南北戦争とその後の経歴
南北戦争は経済的混乱をもたらし、卑金属セント貨など幾つかの貨幣を流通の場から除去することになった。紙幣（価値は低いもので3セント）、切手、民間商品券がその隙間を埋めた。商品券の多くはセントの大きさだったが、より薄く、青銅製だった。造幣局指導部は、これら金属貨幣がうまく流通し、青銅セント貨には法の裏付けもついたことに注目した。ロングエーカーのインディアンの顔のデザインは、新しい金属貨幣と共に使われ続けた。後の1864年、頭飾りの中に自分のイニシャル "L" を刻んだ。青銅セント貨を認めた法は2セント貨の発行もさせた。ロングエーカーはデザインを提供した。これをランゲは「特に魅力的な構成」と呼んでおり、矢と月桂冠が盾の横にある。しかし美術史家のコーネリアス・バミュールは、デザインの要素が「横向きの大砲だけが南北戦争の紋章という表現を完成させるために必要と」なっていると述べていた。財務長官のサーモン・チェイスは、戦争の時に国の神への信仰を貨幣に表現することを好み、造幣局支配人ポロックに「あなたはこの国の認識を必要最小限の簡潔な言葉でモットーとし、不必要に遅れることなく装置を準備させることになる」と記していた。「神は我々の信頼」や「神と我々の国」など幾つかのモットーをポロックが検討した。ロングエーカーの2セント貨は「イン・ゴッド・ウィー・トラスト」（我々は神を信じる）を刻印した最初の硬貨になった。
セント貨からニッケルが外された。これはペンシルベニア州の工業資本家でニッケルに大きな利権をもっていたジョセフ・ワートンの反対を乗り越えてのものだった。その選挙区の下院議員タデウス・スティーブンスがこの法に対して戦った。1864年、ワートンは貨幣に関する小冊子を発行し、その中で10セント未満の全ての貨幣は、ニッケルを25%含む銅ニッケル合金で作られると主張した。それはセント貨が含んでいたニッケルの倍以上の含有量だった。1865年3月、連邦議会はその合金による3セント貨を規定する法を成立させた。これはその額面の補助貨幣を引退させる意図があった。ロングエーカーは、その貨幣に、過去16年間に作成した女神の絵に似たリバティの顔を提供した。裏面には1959年のセント貨に使った月桂冠を、3セント銀貨に使っていたローマ数字IIIの周りに配した。
ニッケルの利用を促進するワートンやその他の者達は連邦議会でも強力なままであり、1866年には、銅ニッケル合金の5セント貨を認める法を確保した。ロングエーカーは多くのデザインを用意した。ポロックが表面に盾のデザイン（2セント貨に類似）を、裏面に星の円を配したものを選び、この盾ニッケル貨はその年に鋳造を始めた。造幣局試金者ウィリアム・デュボイスがロングエーカーに宛てた手紙で、「人が70年の時を過ぎて、以前にあったの同じ美的作品を生産できるのをみるのは真に喜ばしい」と書き送った。
1865年、連邦議会は「イン・ゴッド・ウィー・トラスト」を刻印できるだけ大きさがある全ての貨幣に使用することを求めた。1866年、ロングエーカーはこのモットーを10セントより大きな銀貨全てと、3ドルより大きな金貨全てに追加した。1867年にはまた、銅ニッケル5セント貨のデザインを修正した。この貨幣はニッケルと呼ばれるようになった。1865年、ロングエーカーはイギリス生まれの彫師ウィリアム・バーバーを助手にした。1864年にウィリアム・H・キーも助手になっており、ロングエーカーの死後も造幣局に留まった。
南北戦争の間に流通しなくなった貨幣の幾らかは、南アメリカに輸出され、チリで流通用に使われ続けた。そこでは現地通貨がアメリカのよりも品質で落ちていた。1866年、チリ政府はワシントンに送っている代表にアメリカ合衆国国務省に接近し、貨幣の型をアメリカで作らせる許可を求めさせた。アンドリュー・ジョンソン政権は喜んでこれに応じた。財務長官のヒュー・マカロックはチリに、フィラデルフィアのロングエーカーへの紹介状を与えた。ロングエーカーは銀貨5種と金貨4種のデザインをやり直す依頼を受け、マカロックから外部の報酬を受け取ることに許可を得られるという条件で同意した。マカロックは当初前向きだったが、造幣局支配人ポロックが、政府の資産を私的な利得のために使うべきではないという根拠で反対した。最終的に、ロングエーカーが外部の彫師を連れて来て、ロングエーカーの監視下に作業を行わせるという条件で、費用1万ドルでその仕事を引き受けることに関係者が合意した。ロングエーカーは以前の助手の1人だったアンソニー・C・パケットを選定した。パロックがアンドリュー・ジョンソン大統領のレコンストラクション政策に反対して辞任したことにより、造幣局内の反対がなくなった。1866年11月から型とハブ（それから新たな型が作られる）が、おそらくフィラデルフィア造幣所の建屋内で作られた。チリのためにロングエーカーが作ったデザインは、1890年代に新しいものが採用されるまで使われていた。
1867年、ロングエーカーは貨幣にアルミニウムを使うことを提案した。この件は、アルミニウムの供給と価格がかなり変動することから却下された。アルミニウムには固有の高い価値があった。1868年、ワートンの会社が10セント貨を銅ニッケル合金で作ることを提案し、また1セント貨、3セント貨、5セント貨の修正も提案した。このプロジェクトは、10セント貨の母材が大きすぎて、固い銅ニッケル合金で効果的に打てないことが分かったときに放棄されたが、ロングエーカーは多くの半ドル貨の大きさのパターンを用意した。金貨のデザインを彫り直す作業も始めており、その年末には10ドル金貨を完成させていた。

#### 後年のデザイン

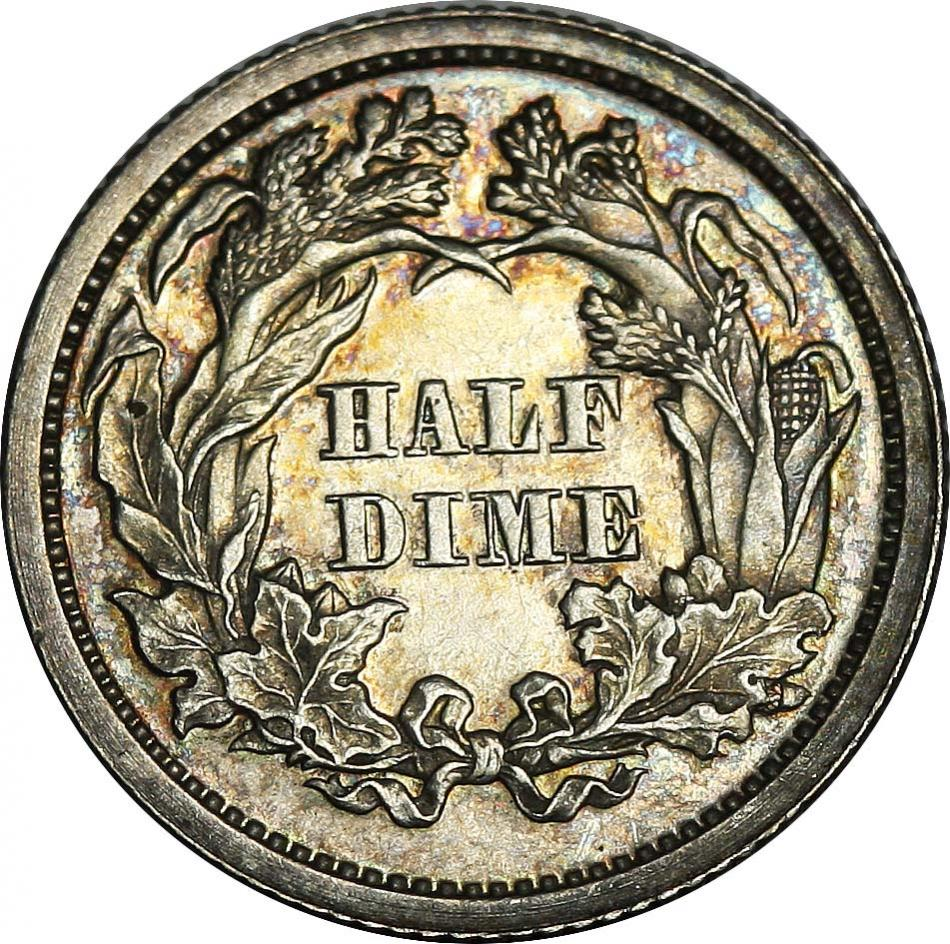
5セント貨の裏面（1860年–1873年）
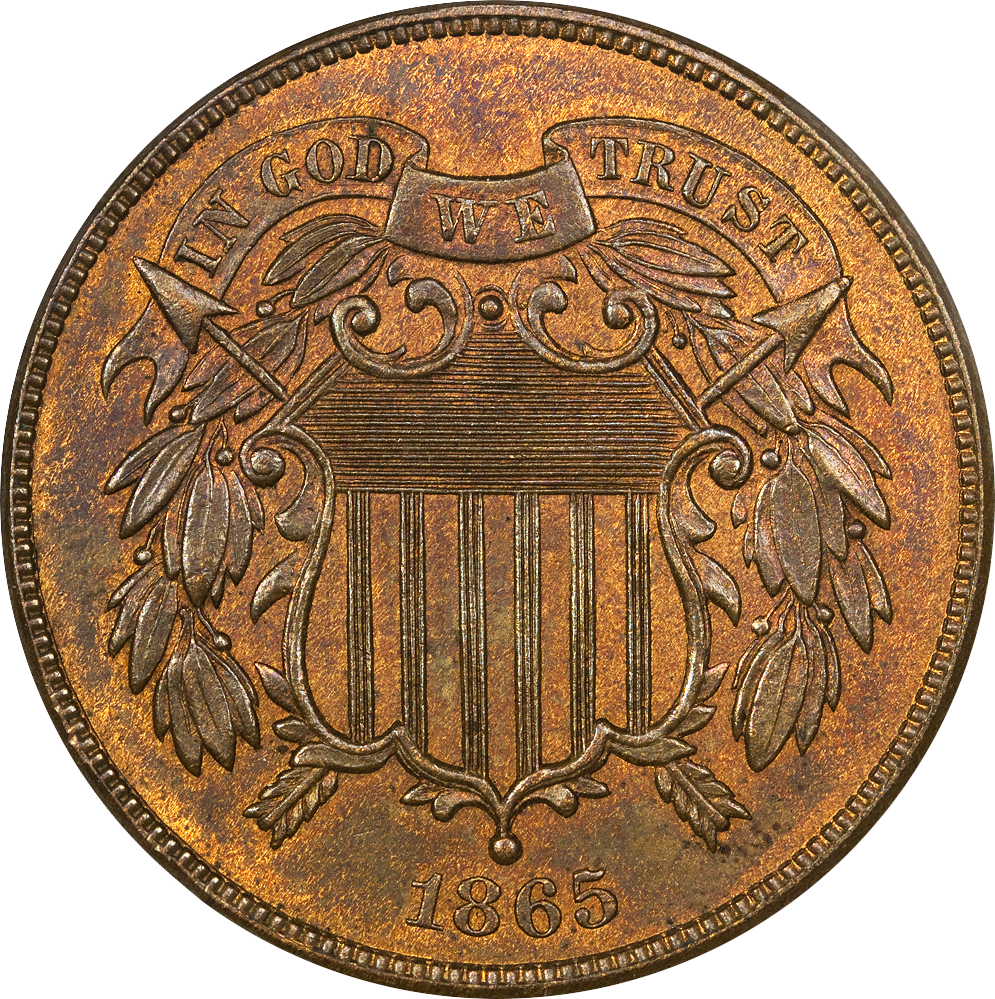
2セント貨（1864年–1873年）
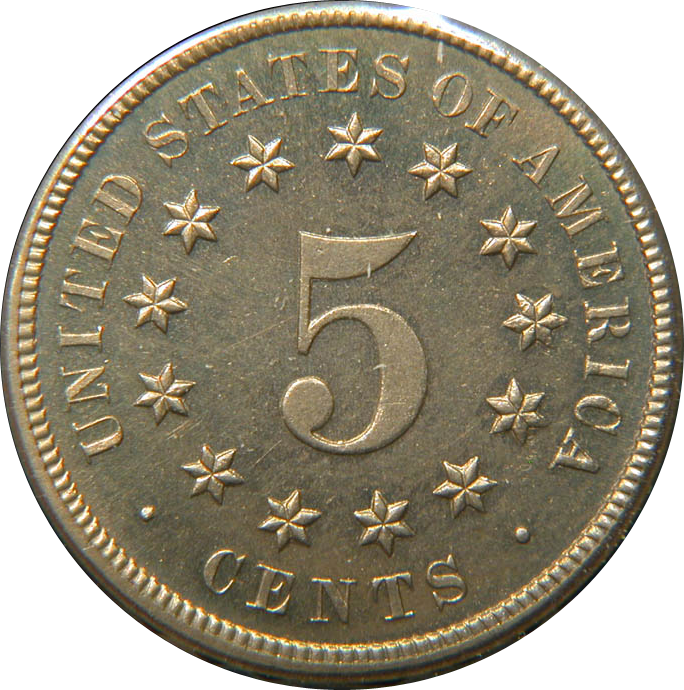
盾ニッケル貨裏面、ロングエーカーが修正、1867年
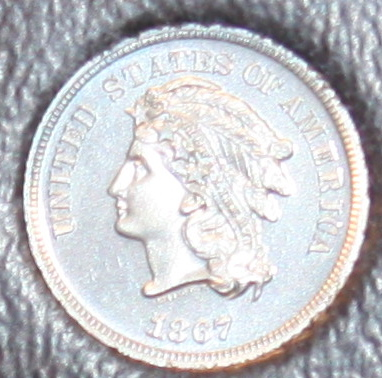
採用されなかった1867年ニッケル貨のパターン

## 死、評価
ジェイムズ・ロングエーカーは、1869年1月1日にフィラデルフィアの自宅で急死した。1月5日にフィラデルフィア造幣所で追悼集会が開かれ、施設の従業員が出席した。造幣局支配人ヘンリー・リンダーマンがロングエーカーを称える演説を行い、その後にロングエーカーの助手ウィリアム・バーバーが正式の弔辞を読み上げた。バーバーが後任に指名されることになった。ロングエーカーの前任者達と同様に、ロングエーカーは在任のまま死んだことになった。
1928年、ニューヨーク公共図書館が後援した、アメリカの著名彫師100人の展示会で、ロングエーカーがその中に入っていた。1970年、歴史家のコーネリアス・バミュールが、アメリカ合衆国の貨幣に関するその著作で、ロングエーカーとその作品を低く評価しており、「鈍感さで均一であり、直観に欠け、風変わりですらある。ロングエーカーのパターンと通常の鋳造に対する貢献は、トマス・サリー、ティティアン・ピール、ロバート・ヒューズ、ゴブレヒトの芸術からはっきりと後退であり、肖像画の彫師として以前の質がどうであれ、フィラデルフィア造幣所の重要な地位に多くの創造力をもたらしたようには見えない」と記していた。しかし、バミュールは飛ぶ鷲・1セント貨に芸術性を見ており、日常を超越しているとしていた。
マッケンジーは1991年の記事でバミュールの見解に触れていたが、ロングエーカーの作品がインディアンを表すものなどアメリカの象徴を使ったことで重要だと見ていた。ロングエーカーがそのような象徴を使ったことで、後に貨幣デザイナー、ジョージ・T・モーガン、ビクター・D・ブレナー、オーガスタス・セント＝ゴーデンスに影響を与えたと考えている。特にダブルイーグル裏面の飾り渦巻を褒め、「アメリカの貨幣芸術でユニークであり、アメリカの貨幣の中で最高額のものに適するデザインの優美さを強調している」と言い、「アメリカ合衆国の貨幣に関する美術にもたらされた国民感情の象徴化と表現において、大変な革新である」と称賛した。
ボワーズに拠れば、「今日、ロングエーカーは貨幣学者から広く称賛されている」ことになる。ランゲはロングエーカーの「芸術的見方がアメリカ合衆国貨幣の60年間を優雅なものにした」としている。スノーは次の様に書いている。
セント＝ゴーデンス、バミュールなどがロングエーカーの「リサイクルされた」デザインをゴブレヒトからの借り物であるとし、熱心な収集家が飛ぶ鷲・1セント貨を現在持っているという称賛の見解において、おそらく、扱いにくい大型のセント貨を排除する実験が遂行されたとき、造幣局で1850年代に他のモチーフが創造されなかったのが、全て良しということになる。

## ロングエーカーがデザインしたアメリカ合衆国貨幣
- 飛ぶ鷲文様・1セント貨（1856年–1858年）
- インディアンの顔・1セント貨（1859年–1909年）
- 2セント貨（1864年–1873年）
- 3セント銀貨（1851年–1873年）とニッケル貨（1865年–1889年）
- 盾文様ニッケル・5セント貨（1866年–1883年）
- リバティ・5セント貨、裏面（1860年–1873年）
- リバティ・10セント貨、裏面（1860年–1891年）、バーバー・10セント貨（1892年－1916年）裏面に少しの修正だけで再利用
- リバティ顔金貨（1849年–1889年）
- 3ドル金貨（1854年–1889年）
- リバティ顔・ダブルイーグル（1849年-1907年）[68]

### 書籍
- Bowers, Q. David (2001). The Harry W. Bass, Jr. Museum Sylloge. Dallas, Tex.: Harry W. Bass, Jr. Foundation. ISBN 0-943161-88-6
- Bowers, Q. David (2006). A Guide Book of Shield and Liberty Head Nickels. Atlanta, Ga.: Whitman Publishing. ISBN 0-7948-1921-4
- Breen, Walter (1988). Walter Breen's Complete Encyclopedia of U.S. and Colonial Coins. New York: Doubleday. ISBN 978-0-385-14207-6
- Coin World Almanac (3rd ed.). Sidney, Ohio: Amos Press. (1977). ASIN B004AB7C9M
- Evans, George G. (1885). Illustrated History of the United States Mint (revised ed.). Philadelphia: George G. Evans 2013年1月14日閲覧。
- Garrett, Jeff; Guth, Ron (2008). Encyclopedia of U.S. Gold Coins, 1795–1933 (second ed.). Atlanta, Ga.: Whitman Publishing. ISBN 978-0-7948-2254-5
- Journal of the Executive Proceedings of the Senate of the United States of America. VI. Washington, D.C.: United States Government Printing Office. (1887)
- Lange, David W. (2006). History of the United States Mint and its Coinage. Atlanta, Ga.: Whitman Publishing. ISBN 0-7948-1972-9
- Pessolano-Filos, Francis (1983). Margaret M. Walsh. ed. The Assay Medals and the Assay Commissions, 1841–1977. New York: Eros Publishing Company. ISBN 978-0-911571-01-1
- Snow, Richard (2009). A Guide Book of Flying Eagle and Indian Head Cents. Atlanta. Ga.: Whitman Publishing. ISBN 978-0-7948-2831-8
- Taxay, Don (1983). The U.S. Mint and Coinage (reprint of 1966 edition ed.). New York: Sanford J. Durst Numismatic Publications. ISBN 0-915262-68-1
- Vermeule, Cornelius (1971). Numismatic Art in America. Cambridge, Mass.: The Belknap Press of Harvard University Press. ISBN 978-0-674-62840-3

### その他の史料
- American Journal of Numismatics. 3. New York: American Numismatic and Archaeological Society. (January 1869).
- “Chile asks Longacre for dies in 1866”.  Iola, Wisc.:  Krause Publications. 2014年3月4日閲覧。
- DeLorey, Tom (October 1985). “Longacre: Unsung engraver of the U.S. Mint”. The Numismatist (Colorado Springs, Co.: American Numismatic Association):  1970–1978.
- Kay, Rick (April 2005). “The remarkable coinage of James B. Longacre”. The Numismatist (Colorado Springs, Co.: American Numismatic Association):  36–37, 40–41.
- McKenzie, Lee F. (December 1991). “Longacre's influence on numismatic art”. The Numismatist (Colorado Springs, Co.: American Numismatic Association):  1922–1924, 1979–1980.
- Smith, Pete (2010年). “American numismatic biographies”.   The Numismatic Bibliomania Society. 2013年1月14日閲覧。